# Bodolz
Bodolz è un comune tedesco di 3 125 abitanti, situato nel land della Baviera.